# Abralia spaercki
Abralia spaercki är en bläckfiskart som beskrevs av Grimpe 1931. Abralia spaercki ingår i släktet Abralia och familjen Enoploteuthidae. Inga underarter finns listade i Catalogue of Life.